# Lac de Gołdap
Le lac de Gołdap (en polonais : Jezioro Gołdap, en lituanien : Geldapės ežeras ; en allemand : Goldaper See), aussi appelé en Russie lac Krasnoïe (en russe : Озеро Красное, Ozero Krasnoïe) est un lac situé sur la frontière entre la Pologne et la Russie. Lac grande partie du lac se situe dans le powiat de Gołdap, près de la ville de Gołdap, dans la voïvodie de Varmie-Mazurie, tandis qu'une petite partie au nord se situe dans l'exclave russe qu'est l'oblast de Kaliningrad, au sein du raïon de Nesterov, près du village de Plavni, qui était autrefois nommé Plawischken.
Avant 1945, lorsqu'il faisait partie de la province de Prusse-Orientale au sein du Reich allemand, le lac était appelé Goldaper See, du nom allemand de la ville de Gołdap. Le nom polonais est en vigueur depuis 1949.

## Situation et caractéristiques
Le lac de Gołdap  est un lac de l'extrême nord-est de la Pologne, et du sud-ouest de l'oblast de Kaliningrad. La région polonaise est celle de Varmie-Mazurie, dans le powiat de Gołdap, tandis que dans l'oblast de Kaliningrad il est dans le raïon de Nesterov. La partie sud-ouest du lac est bordée par la ville de Gołdap. 
La surface du lac est de 149 hectares, à une altitude de 150 mètres au-dessus du niveau de la mer. Sa profondeur moyenne est de 5,6 mètres, tandis que la maximale est de 10,9 mètres. Son volume est de 8 345,3 km3. Quant à ses mesures, il est long au maximum de 2 930 m, large au maximal de 880 m, et son littoral est long de 7 600 m. Le principal affluent du lac est le Jarka (pl), tandis que son émissaire est la Gołdapa (pl). Cette dernière est un affluent de l'Angrapa, affluent du Prégel (Pregolia en russe).
Le long du littoral polonais se trouvent des chalets d'étés, une marina et une plage. On trouve en poisson du rotengle, gardon, perche, tanche, dorade, dorade argentée, brochet, anguille, et le fond est envahi par de la végétation sous-marine.